# RB (航空機)
バッド RB コネストガ
- 用途：輸送機
- 製造者：バッド
- 運用者：アメリカ海軍、フライング・タイガー・ライン
- 初飛行：1943年10月31日
- 生産数：20機
- 運用開始：1944年

バッド RB-1（Budd RB-1）は、第二次世界大戦中にアメリカのバッド社が開発した輸送機である。愛称はコネストガ（Conestoga、西部開拓時代に用いられた大型の幌馬車の意）。
陸軍・海軍の共同開発（後に海軍が開発を担当）で、アルミ素材の供給不足に対応するため機体はすべてステンレス鋼製であった。C-47の後継機としての意味合いもあり、1942年8月から開発が開始された。1943年10月31日に初飛行し、量産が開始された。初号機の引渡しは1944年3月11日。
機体の製造が遅れた上にアルミニウムの不足という事態も発生しなかったため、製造は26機で中止となった。海軍はRB-1の名称で17機を取得し、残りは民間に売却された。また陸軍向けの機体はC-93Aと命名されたが、生産は行われなかった。

## 概要

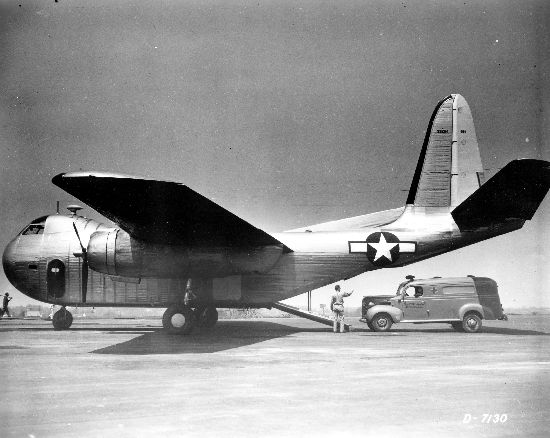
ローディングランプを開いたRB-1

第二次大戦勃発によって、航空機の材料となるアルミニウム合金の不足を予測したアメリカ陸軍と海軍は、輸送機や練習機など後方支援用の機体をアルミ以外の材料で共同開発することになった。この内、C-47の後継機ともなるべき新型輸送機の計画に対して、フィラデルフィアにあった鉄道の客車メーカーだったバッド社の提案に従って開発されたのが、RBコネストガである。
本機は機体を全ステンレス鋼製とした（外翼後縁やフラップなどは布張りで出来ていた）。ステンレスを用いることは、工作の都合と機体重量上で不利な面があるが、資源的には有利である。また搭載するエンジンの出力や機体のペイロードはC-47/R4Dと同等でよいとされていた。出来上がった機体はレシプロ双発で、主翼は肩翼配置である。着陸脚は三点式で地上高を低く保っておりカーゴドアは胴体後部にあってハーフトラックが自力で機内に入庫できた。主翼より後部の胴体は、ランプの関係もあり、細くなっている。ステンレス鋼の工作の難しさから機体表面は皺だらけだったが、設計は現代の輸送機にも通ずるような近代的なものを持っていた。
1942年に海軍はRB-1の名称で200機を、また陸軍もC-93Aとして600機を発注したが、ステンレス鋼は工作が難しく生産が遅れと製造コストも当初予算をかなり超過した。試作機の初飛行は1943年10月だったが、海軍に引き渡されたのは半年後の1944年3月になってからである。その頃には恐れられていたアルミニウムの不足は発生しなかったことから陸軍発注は完全にキャンセルとなり、海軍の契約も26機完成したところでキャンセルされてしまった。完成機の内海軍に引き渡されたのは17機で、残りは民間に売却された。海軍の機体も実戦には参加せず、戦争の終結によって余剰機体として民間に売却された。そのうちの数機がナショナル・スカイウェイ・フレイト（後のフライング・タイガー・ライン）で貨物機として運用された。
アリゾナ州ツーソンのピマ・エアーミュージアムに現存する1機が静的展示されているが、翼が折れるなど損傷が著しい。

## スペック
- 全幅: 30.48 m
- 全長: 20.73 m
- 全高: 9.4 m
- 翼面積: 130.2 m2
- 機体重量: 15,354 kg
- エンジン: P&W R-1830-92 空冷14気筒レシプロ星型エンジン 1,050 hp×2
- 最大速度: 317 km/h
- 航続距離: 2,880 km〜（最大）6,400 km（増加タンク装備）
- ペイロード: 4,280kg
- 乗員: 2名+兵員28名または担架24個